# دخيل مستعربي
الدخيل المستعربي (المزربسم) هو كل لفظ دخيل أو معنى أخذته عن اللغة المستعربية اللغات الأخرى، الرومنسية منها خصوصا.
كلمة مُزَرَبِسم هي هسبانسم بحد ذاتها، فهي منقولة من كلمة mozarabismo اللإسبانية.
كلمة مُزَرَب (الإسبانية mozárabe) هي أربسم منقولة من كلمة مستعرب العربية. المستعرب من استعرب أي صار دخيلا بين العرب.